# Hôtel de la reine Hortense
L'hôtel de la reine Hortense est un ancien hôtel particulier parisien situé rue Laffitte. Il prit le nom d'Hortense de Beauharnais, propriétaire de l'hôtel.

## Histoire

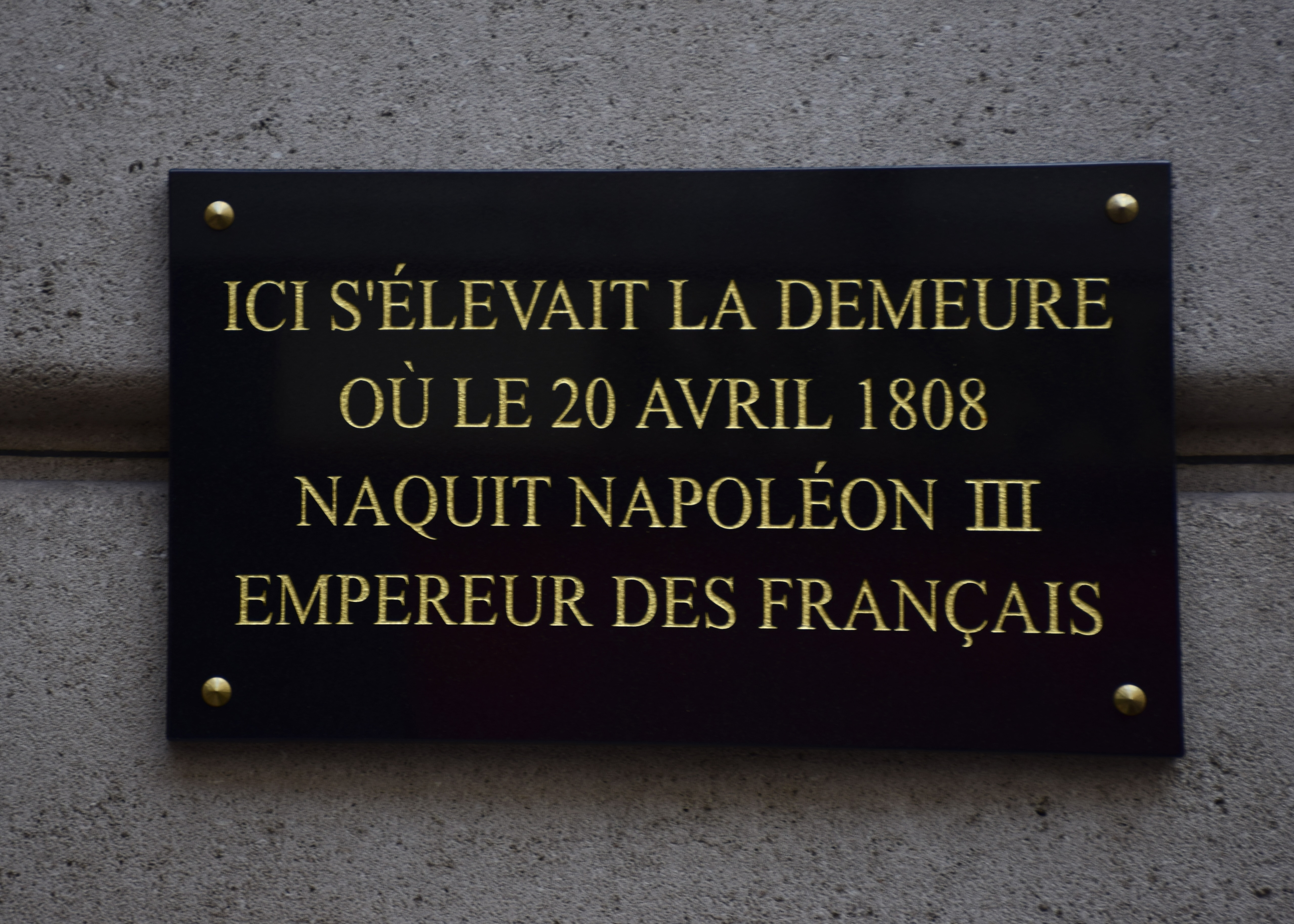
Plaque rue Laffitte, au niveau de l'ancien hôtel.

L’hôtel a été construit à la fin du règne de Louis XV dans ce qui s’appelait alors la rue d’Artois. L’architecte, Pierre-Louis Moreau-Desproux, un des pionniers du néo-classicisme et auteur de plusieurs bâtiments à Paris, l’avait alors dessiné pour un fermier général, M. de Saint-Julien, connu comme trésorier des États de Bourgogne. L’hôtel est ensuite passé au trésorier général de l'Artillerie et du Génie (et grand spéculateur immobilier) Jacques Louis Guillaume Bouret de Vézelay, puis au banquier François-Dominique Mosselman, avant d’arriver entre les mains de M. de Lanois. C’est parce qu’il le connaissait pour avoir fait affaire avec ce dernier que le roi de Hollande, lui achète l’hôtel Saint-Julien, au début de l’été 1804, pour un prix de 300 000 francs (plus 36 000 francs pour les vins en cave).
Résidence parisienne d’Hortense de Beauharnais, il prit son nom, puis passa entre les mains de la famille Rothschild.
C'est dans ce lieu que naît Louis Napoléon Bonaparte, futur Napoléon III, le 20 avril 1808.
Le domaine, respecté par les grands travaux parisiens de Georges Eugène Haussmann, fut détruit en 1899 pour permettre le percement de la rue Pillet-Will.

## Galerie

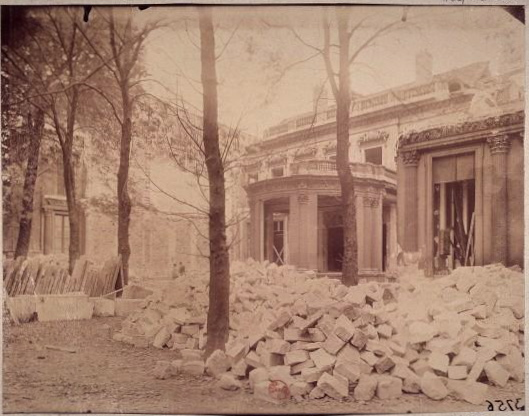

## Sources
- Caroline d'Arjuzon, Madame Louis Bonaparte